# پیمان منع موشک‌های هسته‌ای میان‌برد
پیمان منع موشک‌های هسته‌ای میان‌برد که نام کوتاه‌شده پیمان بین ایالات متحده آمریکا و اتحاد جماهیر شوروی سوسیالیستی برای حذف موشک‌های میان‌بُرد و کوتاه‌بُرد است پیمانی است که در سال ۱۹۸۷ (میلادی) بین ایالات متحده آمریکا و اتحاد جماهیر شوروی سوسیالیستی (و پس از فروپاشی شوروی با روسیه) امضا شد. این پیمان در واشینگتن، دی.سی. بین رئیس‌جمهور ایالات متحده آمریکا رونالد ریگان و دبیرکل حزب کمونیست اتحاد جماهیر شوروی میخائیل گورباچف در ۸ دسامبر ۱۹۸۷ امضا شد. مجلس سنای ایالات متحده آمریکا این پیمان را در ۲۷ مه ۱۹۸۸ (میلادی) تصویب کرد. این پیمان در ۱ ژوئن ۱۹۸۸ اجرایی شد.
پیمان منع موشک‌های هسته‌ای میان‌برد همه موشک‌های هسته‌ای و متعارف و سکوهای پرتاب آن‌ها را تا فاصله ۵۰۰ تا ۱۰۰۰ کیلومتر (کوتاه‌برد) و ۱۰۰۰ تا ۵۵۰۰ کیلومتر (میان‌برد) از میان برد. این پیمان، موشک‌های دریایی را پوشش نمی‌داد. در مه ۱۹۹۱ (میلادی)، ۲٬۶۹۲ موشک نابود شدند. به دنبال آن ۱۰ سال از سایت‌های هسته‌ای بازرسی شد.

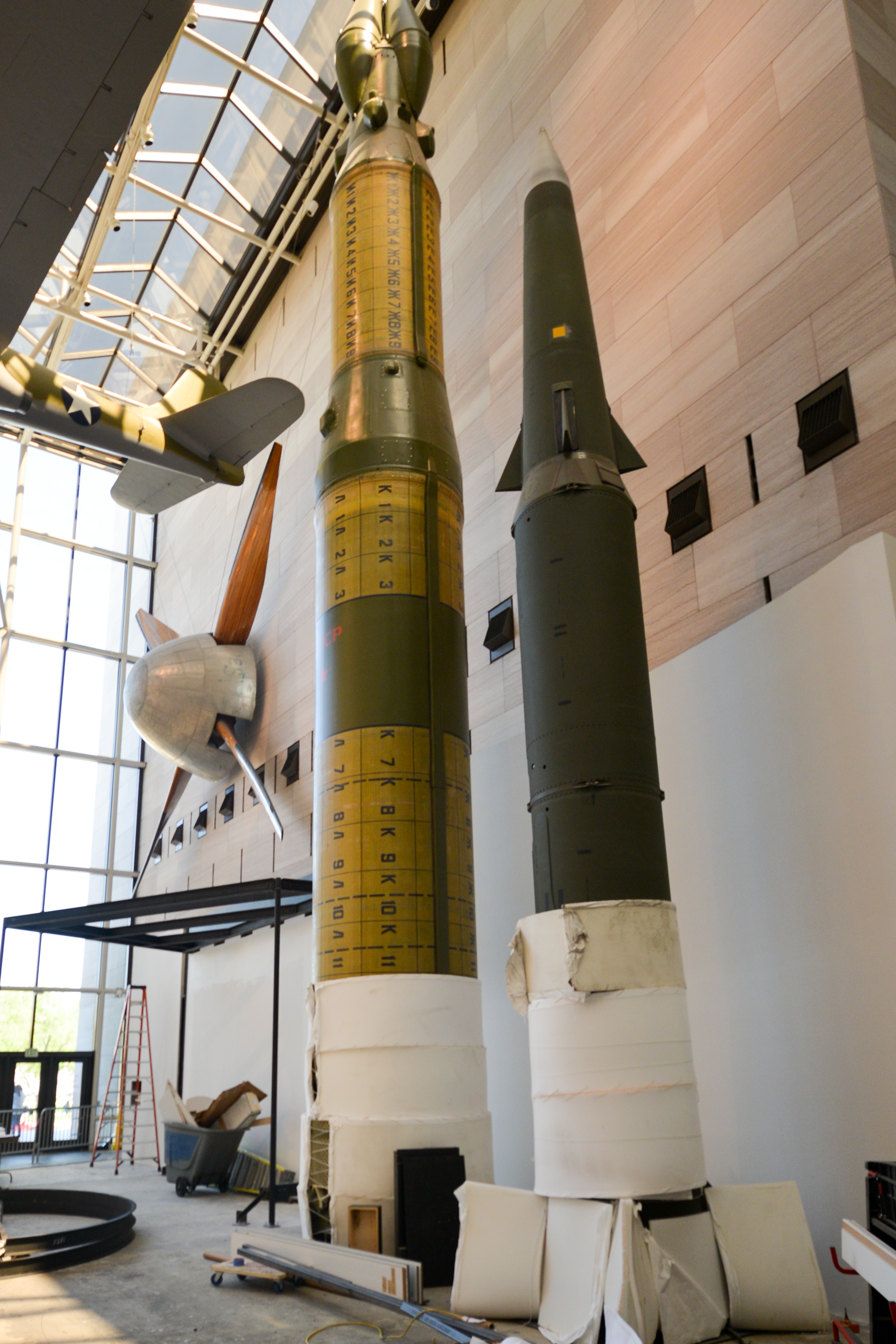
موشک اِر. اِس. د-پیونِیر

دونالد ترامپ رئیس‌جمهور آمریکا در ۲۱ اکتبر ۲۰۱۸ اعلام کرد که به دلیل نقض مکرر این پیمان توسط روسیه، آمریکا از پیمان مذکور خارج خواهد شد. در ۱ فوریه ۲۰۱۹ (میلادی) ایالات متحده به‌طور رسمی از این پیمان خارج شد. روسیه نیز در روز بعد به همین اقدام دست زد.

## پیشینه
در اوایل ۱۹۷۷ (میلادی) شوروی از به‌کارگیری سامانه موشکی اِر. اِس. د-پیونِیر((РСД) «Пионер») در بخش اروپایی خود خبر داد. اِر. اِس. د-پیونِیر یک سامانه موشکی میان‌برد با توانایی جابجایی، پنهان کردن، و امکان هدف‌گیری مستقل چندگانه بود که می‌توانست سه کلاهک هسته‌ای ۱٫۵ تنی را بر خود سوار کند. آراس‌دی-۱۰ پیونیر با بُرد ۴٬۷۰۰ تا ۵٬۰۰۰ کیلومتر می‌توانست همه کشورهای اروپای باختری را تهدید کند. برد آن کمی کمتر از سالت ۲ و کمترین برد برای یک موشک بالستیک قاره‌پیما (۵٬۵۰۰ کیلومتر) بود. آراس‌دی-۱۰ پیونیر جایگزین سامانه‌های کهنه آر-۱۲ وینا و آر-۱۴ چوسووایا شده بود. این سامانه‌ها به دلیل دقت کم، توان باربری پایین (یک کلاهک)، زمان آماده‌سازی طولانی، سختی در پنهان‌کردن، و جابجایی‌ناپذیری، تهدید مهمی برای کشورهای اروپای باختری نبودند. درحالیکه آر-۱۲ وینا و آر-۱۴ به عنوان جنگ‌افزارهای دفاعی بودند، آراس‌دی-۱۰ پیونیر به عنوان جنگ‌افزار یورشی بود.
برای رویارویی با این تهدید، جیمی کارتر دستور برنامه جنگ‌افزار هسته‌ای راهبردی و هواگرد با امکان جابجایی جنگ‌افزار هسته‌ای را داد. در ۱۹۷۷ صدراعظم آلمان هلموت اشمیت در یک سخنرانی گفت که در برابر این تهدید باید یک راهکار «غربی» یافت شود. به دنبال این سخنرانی، سازمان پیمان آتلانتیک شمالی (ناتو) تلاش کرد که مشکلات کشورهای غربی در به‌کارگیری جنگ‌افزار هسته‌ای را بیابد. دستیار وزیر امورخارجه آمریکا لزلی گلپ گفت که صحبت‌های اشمیت، آمریکا را برای توسعه پدافند سامانه موشکی اِر. اِس. د-پیونِیر زیر فشار گذاشته‌است.

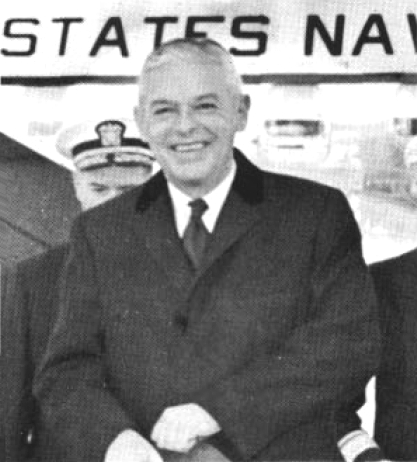
پل نیتز نماینده ایالات متحده آمریکا در گفتگوهای پیمان منع موشک‌های هسته‌ای میان‌برد

در پاسخ به فشار اروپایی‌ها برای رویارویی با اِر. اِس. د-پیونِیر، وزیران دفاع کشورهای غربی در ۱۲ دسامبر ۱۹۷۹ (میلادی) در نشستی در بروکسل، به تصمیم دو طرفه ناتو رسیدند. وزیران دفاع گفتند که کشورهای عضو پیمان ورشو توانایی زیاد و در حال گسترشی در سامانه‌های هسته‌ای دارند که مستقیماً اروپای باختری را تهدید می‌کند. برای همین، باید سامانه‌ای با دقت بالا، توانایی جابجایی، و برد بیشتر ساخته شود. همچنین وزیران دفاع، تغییر وضعیت خود را به موضع‌گیری بمب‌افکن‌های راهبردی توپولف-۲۲ ام نسبت دادند که گمان می‌رفت توانایی بسیار بیشتری از نمونه‌های پیشین خود داشته باشند. به علاوه، وزیران دفاع نگرانی خود را از دستیابی شوروی به موشک‌های هسته‌ای دوربُرد با فناوری بهتر از ناتو و ظرفیت بسیار بیشتر موشک‌های هسته‌ای کوتاه‌برد ناتو ابراز کردند. برای حل این مشکل، وزیران دفاع، دو سیاست همزمان را دنبال کردند. هزار جبهه حمله با ۷٬۴۰۰ کلاهک هسته‌ای از اروپا و آمریکا برچیده می‌شدند و از سوی دیگر، گفتگوها دو جانبه‌ای با شوروی برای محدودسازی توان جنگ هسته‌ای انجام می‌شد. در صورت شکست این گفتگوها، اعضای ناتو، توان موشک‌های هسته‌ای دوربُرد و میان‌بُرد خود را با جایگزینی موشک‌های پیشرفته، به‌روز می‌کردند. این جایگزینی به صورت پرشینگ ۱آ با ۱۰۸ سکوی پرتاب پرشینگ ۲ در آلمان غربی و برپایی ۴۶۴ موشک کروز زمینی بی‌جی‌ام-۱۰۹جی در بلژیک، ایتالیا، و بریتانیا از دسامبر ۱۹۸۳ (میلادی) انجام می‌شد.

## گفتگوها

### دور نخست ۱۹۸۱ تا ۱۹۸۳
در اکتبر ۱۹۸۰ (میلادی) با وجود ناخشنودی از گسترش جنگ‌افزارهای آمریکایی در اروپا، شوروی، آغاز گفتگوها را در ژنو سوئیس پذیرفت. گفتگوی رسمی از ۳۰ نوامبر ۱۹۸۱ (میلادی) با آمریکا آغاز شد. خواسته‌های آمریکا همان چیزهایی بودند که جیمی کارتر پیش گذاشته بود: هر گونه محدودیت بر توانایی موشک‌های هسته‌ای میان‌برد آمریکا در هر دو زمینه حقوقی و بیشینه برد آن، باید برابر با محدودیت‌های اعمال شده بر سامانه‌های شوروی باشد. همچنین آمریکا بر پیدایش یک سازمان بازرسی مستقل پافشاری می‌کرد. پل نیتز که زمانی طولانی در سیاست‌گذاری دفاعی آمریکا نقش داشت و در گفتگوی محدودسازی جنگ‌افزار راهبردی شرکت کرده بود پس از استخدام توسط وزیر امور خارجه آن زمان الکساندر هیگ، نماینده آمریکا در این گفتگوها شد. یوری ویتینسکی شوروی را در این گفتگوها نمایندگی می‌کرد.
در ۱۸ نوامبر ۱۹۸۱ زمان کوتاهی پیش از آغاز گفتگوها رونالد ریگان برنامه "گزینه صفر" (با نام دیگر "صفر-صفر") را پیشنهاد کرد. بر پایه این برنامه، آمریکا از برپایی موشک کروز زمینی بی‌جی‌ام-۱۰۹جی خودداری می‌کرد و در برابر آن شوروی همه موشک‌های اِر. اِس. د-پیونِیر، آر-۱۲ وینا، و آر-۱۴ چوسووایا خود را برمی‌چید. به نظر می‌رسید که موفقیت کمی برای برنامه گزینه صفر وجود دارد. اما ژست آن در میان مردم اروپا بسیار پذیرفته شد. در فوریه ۱۹۸۲ (میلادی) مذاکره کنندگان آمریکایی، پیش‌نویس برنامه گزینه صفر و ممنوعیت جهانی برای موشک‌های کوتاه‌برد و میان‌برد را با بازرسی سختگیرانه پیشنهاد کردند.

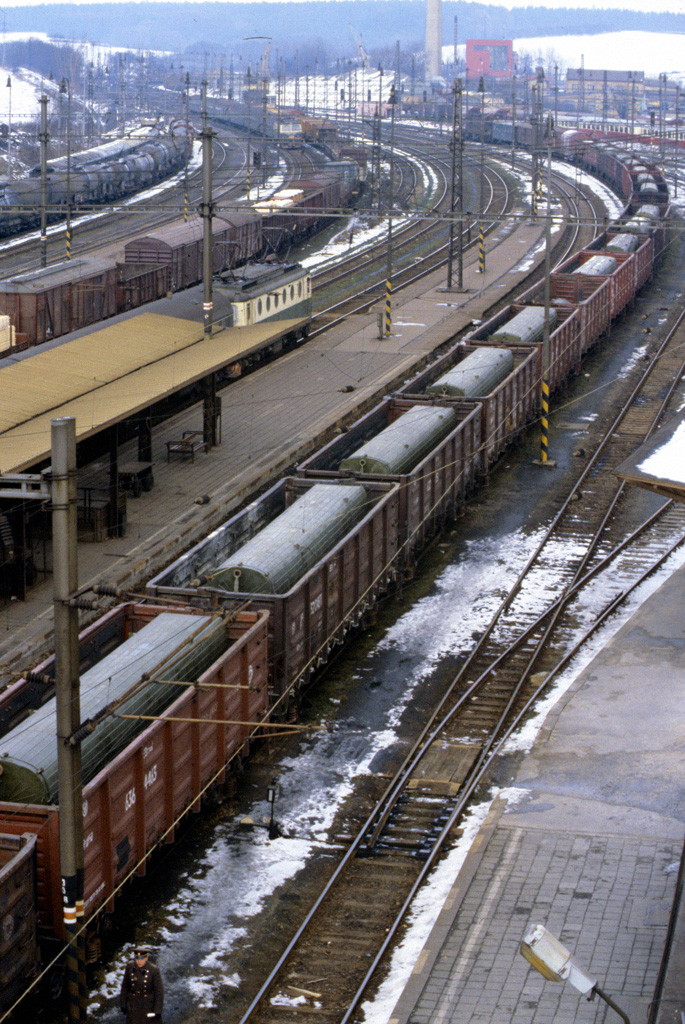
قطار موشک‌های میان‌برد اِر. اِس. د-پیونِیر شوروی، آماده ترک چکسلواکی به روسیه در ۱۹۸۸ (میلادی)

شوروی این برنامه را رد کرد؛ زیرا بر این عقیده بود که موشک‌های میان‌برد آمریکا و شوروی باید در اروپا حفظ شوند. به ویژه اینکه گفتگوگران شوروی پیشنهاد کردند که سقف موشک‌های میان‌برد و هواگردهای مستقر یک طرف در اروپا به ۶۰۰ عدد در ۱۹۸۵ (میلادی) و ۳۰۰ عدد در ۱۹۹۰ (میلادی) کاهش یابد. با نگرانی از اینکه این پیشنهاد، آمریکا را مجبور به خارج کردن هواگردها و برچیدن موشک‌های خود از اروپا می‌کرد، آمریکا با همکاری موشک‌های مستقر شده بریتانیا و فرانسه، پیشنهاد "حقوق و محدودیت‌های برابر" را کرد. بر پایه این پیشنهاد توان نظامی آمریکا برابر با توان موشک‌های اِر. اِس. د-پیونِیرِ برپا شده در نظر گرفته می‌شد.
بین ۱۹۸۱ تا ۱۹۸۳ گفتگوگران آمریکایی و شوروی (بر پایه روش گفتگوهای سالت ۲) هر دو ماه و در مجموع ۶ با یکدیگر گفتگو کردند.
در این گفتگوها همگرایی کمی در دوطرف وجود داشت. تلاش آمریکا برای جدایی بازرسی‌ها از هواگردها با توان سوارکردن جنگ‌افزار هسته‌ای و موشک‌های میان‌برد، به‌طور موفقیت‌آمیزی به پیشرفت‌های بَعدی اما ناروشن دربارهٔ این موضوع‌ها انجامید. در تابستان ۱۹۸۲ نماینده‌های دوطرف تلاش کردند راه حلی برای این بن‌بست بیابند.
آمریکا پیشنهاد می‌کرد که برای برپایی پرشینگ ۲ پیش‌قدم شود و به برپایی موشک کروز زمینی بی‌جی‌ام-۱۰۹جی تا سقف ۷۵ سکوی پرتاب ادامه دهد. در برابر آن، شوروی تنها ۷۵ موشک میان‌برد در اروپا و ۹۰ تا در آسیا برپا می‌کرد. به ازای هر سکوی پرتاب موشک کروز زمینی بی‌جی‌ام-۱۰۹جی، چهار موشک کروز زمینی بی‌جی‌ام-۱۰۹جی و برای هر سکوی پرتاب موشک اِر. اِس. د-پیونِیر، سه کلاهک وجود می‌داشت. با این پیمان، آمریکا در اروپا ۷۵ کلاهک میان‌برد بیشتری می‌داشت؛ زیرا موشک اِر. اِس. د-پیونِیر پیشرفته‌تر و با توان رزمایش بیشتری نسبت به موشک کروز زمینی بی‌جی‌ام-۱۰۹جی بود. نماینده شوروی شانس کمی برای پذیرش این پیمان در مسکو می‌دید. از آن سو نماینده آمریکا شانس زیادی برای پذیرش در واشینگتن، دی.سی. می‌دید. اما در هر دو پایتخت به آن توجه کمی شد. وزارت دفاع ایالات متحده آمریکا با برنامه صفر مخالفت کرد چون این وزارت با هر گونه پیشنهادی که به شوروی اجازه می‌داد پیش از برپایی موشک‌های آمریکایی، موشک‌های خود را برپا کند مخالفت می‌کرد. برنامه صفر در مسکو نیز رد شد؛ بنابراین، برنامه صفر هیچگاه به سطح گفتگوی رسمی نرسید.
در اوایل ۱۹۸۳ گفتگوگران آمریکایی اعلام کردند که اگر برنامه‌ای فراتر از برنامه گزینه صفر پیشنهاد شود که حقوق و محدودیت‌های برابر را برای آمریکا و شوروی در بر بگیرد از آن پشتیبانی می‌کنند. این محدودیت‌ها باید به غیر از فرانسه و بریتانیا (و دیگر کشورهای طرف ثالث) در همه جهان برپا می‌شدند. به عنوان راه حل کوتاه‌مدت، گفتگوگران آمریکایی پیشنهاد بیشینه ۴۵۰ کلاهک میان‌برد در سراسر جهان را برای آمریکا و شوروی دادند. در پاسخ، گفتگوگران شوروی پیشنهاد برنامه‌ای برای برچیدن همه موشک‌های میان‌برد و هواگردهای آمریکایی در سراسر اروپا و کشورهای ثالث و توجه ویژه به عقب‌نشینی شوروی در اروپا را دادند. در پاییز ۱۹۸۳ در هنگام اجرای برپایی برنامه‌ریزی شده پرشینگ ۲ و موشک کروز زمینی بی‌جی‌ام-۱۰۹جی، آمریکا پیشنهاد کرد که بیشینه موشک‌های میان‌برد خود در همه جهان را به ۴۲۰ موشک کاهش دهد. درحالیکه شوروی پیشنهاد «کاهش برابر» را داد. بر پایه پیشنهاد شوروی اگر آمریکا از برپایی شده پرشینگ ۲ و موشک کروز زمینی بی‌جی‌ام-۱۰۹جی خودداری می‌کرد، شوروی، شمار کلاک‌های میان‌برد خود را به ۵۷۲ کلاهک کاهش می‌داد. در نوامبر ۱۹۸۳ پس از برپایی نخستین موشک‌های پرشینگ ۲ در آلمان غربی، شوروی به گفتگو پایان داد. همانگونه پیش از آن هشدار داده بود در صورت برپایی موشک‌های آمریکا گفتگوها را ترک خواهد کرد.

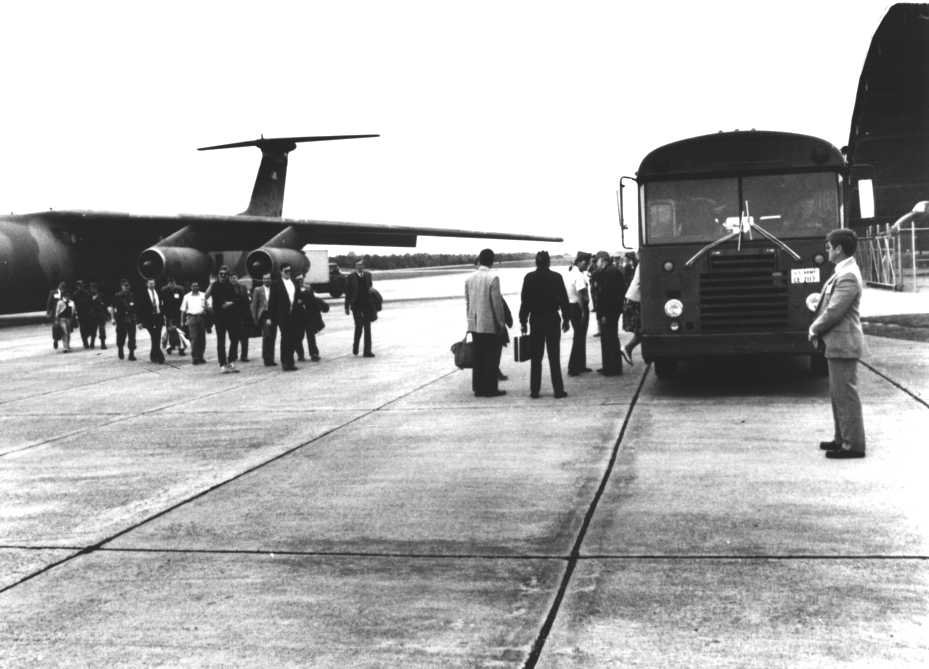
بازرسان شوروی در ردستون آرسنال، آلاباما ۱۹۸۸

### بازگشت به گفتگو (۱۹۸۵ تا ۱۹۸۷)
نخست‌وزیر بریتانیا مارگارت تاچر نقش مهمی در بازگشت رونالد ریگان و میخائیل گورباچف در بازگشت به گفتگوها در ۱۹۸۶ (میلادی) تا ۱۹۸۷ (میلادی) داشت.
در مارس ۱۹۸۶ گفتگوی دوباره بین آمریکا و شوروی آغاز شد. این گفتگوها به غیر از موشک‌های میان‌برد، جنگ‌افزارهای راهبردی (استارت ۱) و مسائل فضای بیرونی را نیز در بر می‌گرفتند. در اواخر ۱۹۸۵ (میلادی) هر دو طرف به سوی کاهش موشک‌های میان‌برد خود در اروپا و آسیا حرکت کردند. در ۱۵ ژانویه ۱۹۸۶ گورباچف اعلام کرد که شوروی پیشنهاد حذف همه جنگ‌افزارهای هسته‌ای تا سال ۲۰۰۰ (میلادی) را داد. این پیشنهاد، موشک‌های میان‌برد در اروپا را نیز در بر می‌گرفت. آمریکا این پیشنهاد را رد کرد و به جای آن پیشنهاد حذف مرحله‌ای سکوهای پرتاب موشک‌های میان‌برد تا ۱۹۸۹ (میلادی) را داد. در پیشنهاد آمریکا محدودیتی برای توان هسته‌ای بریتانیا و فرانسه وجود نداشت.
چندین نشست از اوت تا سپتامبر ۱۹۸۶ به دیدار ریگان و گورباچف در ۱۱ اکتبر ۱۹۸۶ در نشست ریکیاویک انجامید. هر دوی آن‌ها بر وفادای خود برای برچیدن سامانه‌های موشکی میان‌برد از اروپا و رسیدن به بیشینه ۱۰۰ کلاهک میان‌برد در جهان تأکید کردند. همچنین گورباچف پیشنهاد تغییر پایه‌ای در روابط راهبردی را داد. در ۱۹۸۷ گفتگوهای بیشتری در مورد جزئیات انجام شدند. در اوت آن سال، صدراعظم آلمان غربی هلموت کوهل با برچیدن یک طرفه سامانه‌های پرشینگ ۱آ مشترک آمریکایی-آلمانی به پیشرفت این گفتگوها کمک کرد. در آغاز کُهل با برچینش همه موشک‌های پرشینگ مخالف بود و می‌گفت که این کار باعث آسیب‌پذیری آلمان غربی در برابر نیروهای کشورهای پیمان ورشو می‌شود. متن پیمان در سپتامبر ۱۹۸۷ نهایی شد. در ۸ دسامبر ۱۹۸۷ پیمان منع کاربرد موشک‌های میان‌برد رسماً به دست رونالد ریگان و میخائیل گورباچف امضا شد. این پیمان در مجلس سنای آمریکا با ۹۳ موافق و ۵ مخالف تصویب شد.

## پیاده‌سازی
در پایان وقت تعیین شده در ۱ ژوئن ۱۹۹۱ (میلادی) ۲٬۶۹۲ جنگ‌افزار (۸۴۶ جنگ‌افزار آمریکایی و ۱۸۴۶ جنگ‌افزار شوروی) نابود شدند. بر پایه پیمان، هر دو کشور اجازه بازرسی از تجهیزات نظامی یکدیگر را داشتند. هر کشور اجازه بکار اندازی و نگهداری از ۱۵ موشک و ۱۵ سکوی پرتاب را برای نمایش توان خود داشت.

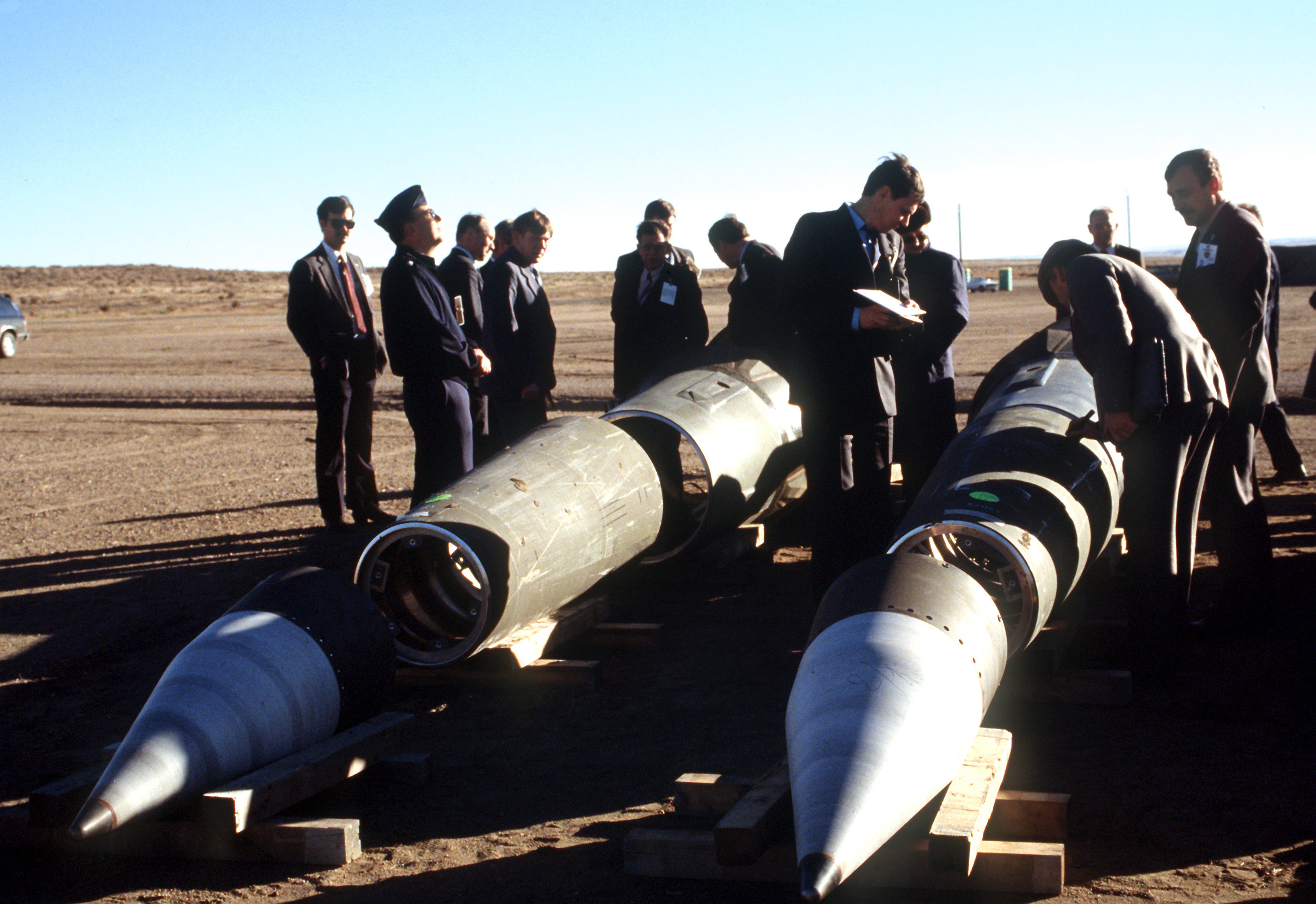
بازرسی از موشک‌های پرشینگ ۲ در ۱۹۸۹ (میلادی)

در ۱۳ دسامبر ۲۰۰۱ (میلادی) رئیس‌جمهور آمریکا جرج دابلیو بوش به روسیه اطلاع داد که دولت او در ۶ ماه از پیمان موشک‌های ضد بالستیک خارج می‌شود تا بتواند به توسعه برنامه دفاع موشکی ملی ایالات متحده آمریکا بپردازد. در آن زمان، برنامه دفاع موشکی ملی، به خاطر پایبندی آمریکا به پیمان موشک‌های ضد بالستیک، دچار مشکل شده بود.
در ۱۰ فوریه ۲۰۰۷ (میلادی) رئیس‌جمهور روسیه ولادیمیر پوتین اعلام کرد که پیمان منع کاربرد موشک‌های میان‌برد دیگر منافع این کشور را تأمین نمی‌کند. در ۱۴ فوریه ۲۰۰۷ خبرگزاری‌های تاس و اینترفکس روسیه از سوی رئیس ستاد ارتش نیروهای مسلح فدراسیون روسیه فرمانده یوری بالویوسکی اعلام کردند که روسیه قصد خروج از پیمان منع کاربرد موشک‌های میان‌برد را دارد و تصمیم نهایی روسیه به واکنش آمریکا به بخش‌هایی از سامانه دفاع میان‌برد زمینی بستگی دارد که به برپایی موشک در لهستان و جمهوری چک می‌پرداخت. البته در پایان، برنامه برپایی موشک‌ها عوض شد و سامانه پرتاب عمودی موشک مارک ۴۱ در پایگاه‌های تازه‌ای در رومانی و لهستان برپا شدند.
گفته می‌شود که مشکل اصلی روسیه در این پیمان، محدود نشدن توان موشکی چین است؛ زیرا چینی‌ها سرگرم ساخت نیروی موشکی میان‌برد خود بودند.

## پیمان‌شکنی

### دیدگاه آمریکا
پیمان‌شکنی روسیه با آزمایش موشک کروز آرکی-۵۵ در اوایل ۲۰۰۸ (میلادی) اتفاق افتاد. در سال ۲۰۱۲ (میلادی) آمریکا رسماً روسیه را به شکستن پیمان منع کاربر موشک‌های میان‌برد متهم کرد. دلایل نقض عهد، دو سامانه آر-۵۰۰ و آرکی-۵۵ به همراه سکوی پرتاب اسکندر ۹کی۷۲۰ و موشک‌های بالستیک کوتاه‌برد بودند. در ژوئیه ۲۰۱۴ (میلادی) پس از بحران اوکراین، آمریکا رسماً به روسیه به خاطر شکستن پیمان منع کاربرد موشک‌های میان‌برد و توسعه جنگ‌افزارهای ممنوعه هشدار داد. در سال ۲۰۱۷ (میلادی) مقامات آمریکایی گفتند که روسیه موشک‌های کروز آرکی-۵۵ ممنوعه را برپا کرده‌است. موشک‌هایی چون آرکی-۵۵ «بی‌ثبات‌کننده» انگاشته می‌شوند؛ زیرا می‌توانند ۱۰ دقیقه پس از پرتاب، حمله هسته‌ای انجام دهند. در سال ۲۰۱۸ (میلادی) آمریکا توسعه موشکی را آغاز کرد تا در صورت از هم پاشیدن پیمان منع کاربرد موشک‌های میان‌برد بتواند آن را برپا کند؛ زیرا پیمان منع کاربرد موشک‌های میان‌برد از ساخت و به‌کارگیری موشک جلوگیری می‌کند. اما از تحقیق و توسعه موشک‌ها پیشگیری نمی‌کند.
در اکتبر ۲۰۱۸ نماینده آمریکا در ناتو گفت که اگر نتوان روسیه را در به‌کارگیری موشک‌هایی که پیمان منع کاربرد موشک‌های میان‌برد را نقض می‌کنند خلع سلاح کرد، آمریکا به کارهایی برای مقابله با روسیه مانند ساخت موشک خواهد پرداخت.

### دیدگاه روسیه
روسیه پرواز پهپادهای آمریکایی را شکستن پیمان منع کاربرد موشک‌های میان‌برد می‌داند.

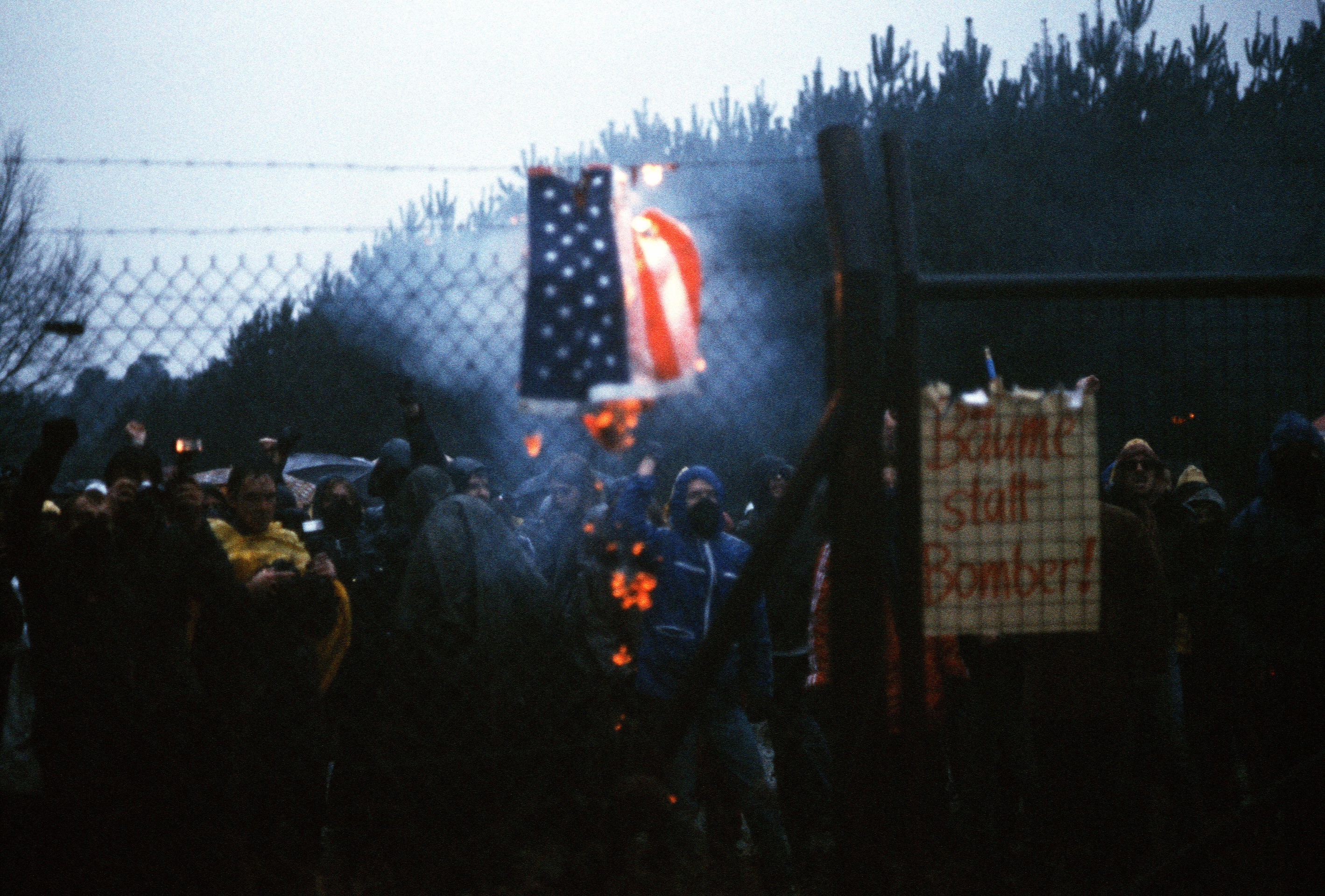
اعتراض به برپایی سامانه موشک‌های پرشینگ ۲ در آلمان غربی در ۱۹۸۲ (میلادی)

## خروج آمریکا
در ۲۰ اکتبر ۲۰۱۸ دونالد ترامپ، خروج رسمی آمریکا از پیمان منع کاربرد موشک‌های میان‌برد را اعلام کرد. یکی از دلایل آمریکا برای این کار دسترسی روسیه به نسل تازه موشک‌های کوتاه‌برد و میان‌برد بود که توان حملات هسته‌ای تُند به کشورهای ناتو را به روسیه می‌داد. روسیه اما با وجود اینکه دربارهٔ نسل تازه موشک‌های خود اطلاعات اندکی را فاش کرده بود اما اصرار داشت که این موشک‌ها پیمان‌شکن نیستند. دلیل دیگر آمریکا برای خروج از پیمان، مقابله با گسترش حضور نظامی چین در شرق آسیا بود؛ زیرا چین، پیمانی مانند پیمان منع کاربرد موشک‌های میان‌برد را امضا نکرده و می‌توانست بدون محدودیت به ساخت و گسترش موشک‌های میان برد خود بپردازد. خروج آمریکا در ۱ فوریه ۲۰۱۹ رسمی شد. جان بولتون در این تصمیم‌گیری نقش مهمی داشته‌است.

## برنامه‌های موشکی تأثیر گرفته

### آمریکا
- موشک کروز زمینی بی‌جی‌ام-۱۰۹جی
- پرشینگ ۲
- پرشینگ ۱آ

### شوروی-روسیه
- آر-۱۲ وینا
- آر-۱۴ چوسووایا
- تی‌آر-۱ تمپ
- آراس‌دی-۱۰ پایونیر
- اوتی‌آر-۲۳ اکا
- آرکی-۵۵